# Dick Turpin

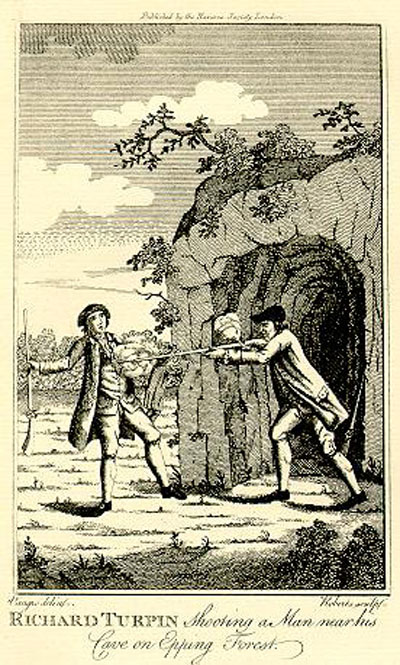
Dick Turpin schiet Thomas Morris neer als deze hem probeert aan te houden

Richard Turpin (Hempstead, 21 september 1705 - York, 7 april 1739), beter bekend als Dick Turpin, was een Engelse misdadiger. Hij was betrokken bij stroperij, inbraak, gewelddadige overvallen en moord, maar hij is vooral bekend gebleven als struikrover  ('highwayman'). Hij werd uiteindelijk veroordeeld wegens paardendiefstal en in de stad York ter dood gebracht. Na zijn dood werden zijn leven en daden geromantiseerd; over Turpin zijn tal van ballades, boeken, toneelstukken, films en tv-series gemaakt.

## Biografie
Richard (Dick) Turpin werd geboren in de Blue Bell Inn  in Hempstead, Essex. Zijn vader was een herbergier en slager, net als Turpin later zelf. Circa 1730, toen hij slager was, sloot hij zich aan bij een bende die in Essex actief was in wildstroperij. Rond 1734 werden de meeste leden van de stropersbende opgepakt. De overgebleven leden, waaronder Turpin, begonnen in en om Noord-Londen aan een serie zeer gewelddadige inbraken en overvallen. 
Turpins naam is vooral verbonden met struikroverij. Toen zijn handlangers bij de inbraken in 1735 waren gearresteerd, raakte hij voor het eerst betrokken bij overvallen van reizigers op de openbare weg. In 1736 verdween hij van het toneel; mogelijk verbleef hij in die tijd in Nederland. Een jaar later dook Turpin weer in Engeland op; in maart en april 1737 was hij als 'highwayman'  weer betrokken bij een serie overvallen op reizigers, samen met Matthew King en Stephen Potter. Bij een mislukte arrestatiepoging in Whitechapel werd King doodgeschoten, mogelijk per vergissing door Turpin zelf. Turpin wist te ontkomen en vermoordde kort daarna Thomas Morris, die hem in Epping Forest probeerde aan te houden. Er werd een beloning van 200 Britse pond uitgeloofd voor informatie die zou leiden tot de arrestatie van Turpin.
Later dat jaar verhuisde hij naar Yorkshire en nam de schuilnaam John Palmer aan. In Yorkshire en Lincolnshire hield hij zich bezig met de diefstal van paarden en schapen. Lokale magistraten werden achterdochtig en verdachten "Palmer" van paardendiefstal. Hij werd opgesloten in York Castle om te worden berecht. De ware identiteit van Turpin kwam aan het licht door een brief die hij vanuit zijn gevangeniscel aan zijn zwager schreef. Turpins handschrift werd herkend door zijn oude schoolmeester, die melding deed bij de autoriteiten en de uitgeloofde beloning kreeg. 
Op 22 maart 1739 vond in York het proces tegen Turpin plaats. Hij werd beschuldigd van het stelen van drie paarden; paardendiefstal was een halsmisdaad waarvoor de doodstraf kon worden uitgesproken. Hij had geen advocaat; het was in die tijd nog niet zo dat een verdachte recht had op juridische bijstand. Turpin werd nog dezelfde dag door de jury schuldig bevonden en door de rechter ter dood veroordeeld. Hij beklaagde zich erover dat hij niet op de hoogte was geweest van de plaats en tijd van het proces, en daarom geen getuigen  had kunnen oproepen voor zijn verdediging.
Op 7 april 1739 werd Turpin in een open wagen door York naar de galg in Knavesmire gereden. Volgens verslagen van ooggetuigen  "gedroeg Turpin zich verbazingwekkend zelfverzekerd", en "boog hij voor de toeschouwers terwijl hij voorbij kwam". Hij klom de ladder naar de galg op en sprak met de beul die hem de strop omdeed. Vervolgens sprong hij zelf van de ladder en stierf enkele minuten later door verstikking. De beul zou de veroordeelde struikrover Thomas Hadfield geweest zijn, die een pardon kreeg omdat hij bereid was als beul op te treden.  
De volgende ochtend werd het lichaam van Turpin begraven op het kerkhof van de St. George's Church, Fishergate. Enkele dagen na de begrafenis werd het lijk naar verluidt gestolen door lijkenrovers. De diefstal van kadavers voor medisch onderzoek kwam vaak voor en werd waarschijnlijk door de autoriteiten in York oogluikend toegestaan. De praktijk was echter niet populair bij het grote publiek en de lijkendieven werden al snel opgepakt door een meute burgers. Het lichaam van Turpin werd herbegraven.

## De legende

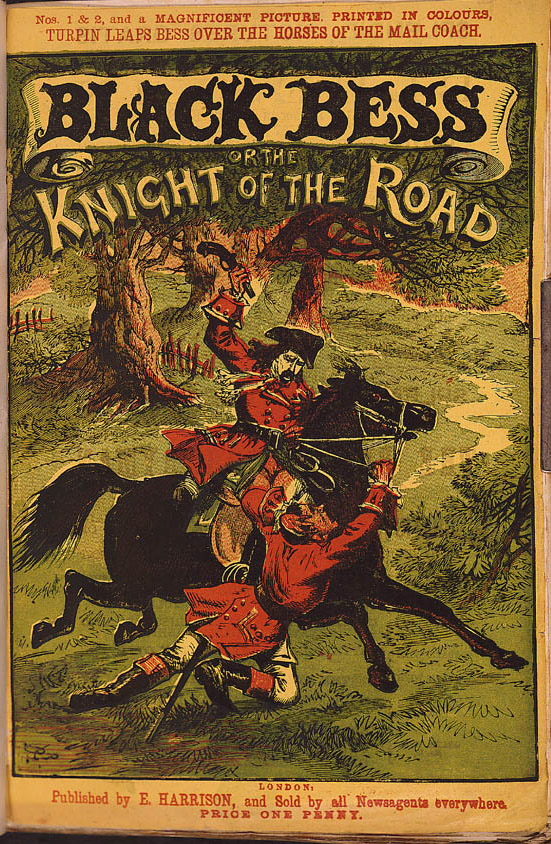
Stuiverroman over de rit van Turpin van Londen naar York op zijn paard Black Bess, circa 1866

Andere 'highwaymen' waren in hun tijd bekender dan Turpin maar zijn in de loop der tijd in het vergeetboek geraakt. Na zijn executie werd het leven en de persoon van Turpin echter geromantiseerd; hij werd steeds meer gepresenteerd als een heroïsch en onstuimig figuur.  
Biografieën van criminelen en verslagen van processen waren tijdens de late 17e eeuw en vroege 18e eeuw erg populair. De eerste ballade over Turpin verscheen mogelijk al in 1737, dus nog voor zijn dood. Een deel van de Turpin-legende komt uit Richard Bayes' publicatie 'The Genuine History of the Life of Richard Turpin (1739), een mengeling van feit en fictie die na het proces haastig in elkaar was gezet om aan de nieuwsgierigheid van het publiek tegemoet te komen. Latere ballades presenteerden Turpin als een 18e-eeuwse Robin Hood-figuur. 
Rond 1800 verscheen de eerste fictie over Turpin.  Een terugkerend element in de Turpin-legende was zijn rit van Londen naar York, die door de schrijver William Harrison Ainsworth is verwerkt in zijn roman Rookwood uit 1834. Turpin weet in een dolle rit van 200 mijl 's nachts aan zijn achtervolgers te ontkomen, maar zijn paard Black Bess raakt zo uitgeput dat ze sterft. Deze scène sprak de lezers meer aan dan de rest van de roman. Het Black Bess verhaal werd onderdeel van de moderne legende rondom Turpin. De kunstenaar Edward Hull speelde in op het verhaal van Ainsworth en publiceerde zes prenten van opmerkelijke gebeurtenissen in de carrière van Turpin.  
Van lieverlee veranderde Turpin van een gewelddadige misdadiger in een galante beschermer van de zwakken. Hij wordt afgebeeld als een sympathiek personage met een aantrekkelijk leven. Dit past in een bredere Engelse traditie om misdadigers te romantiseren. In 1845 herschreef de toneelschrijver George Dibdin Pitt de meest opmerkelijke "feiten" uit het leven van Turpin voor toneel, en in 1846 voegde Marie Tussaud een wassen beeld van Turpin toe aan haar collectie bij Madame Tussauds. In 1906  verscheen de eerste film over Dick Turpin:  Dick Turpin's Last Ride to York.  De eerste lange film was een Brits historisch stommefilmdrama uit 1922 geregisseerd door Maurice Elvey. Het leven (en de legende) van Dick Turpin is tot in de 21e eeuw film- en televisiemakers blijven inspireren. 

## Film en televisie (selectie)

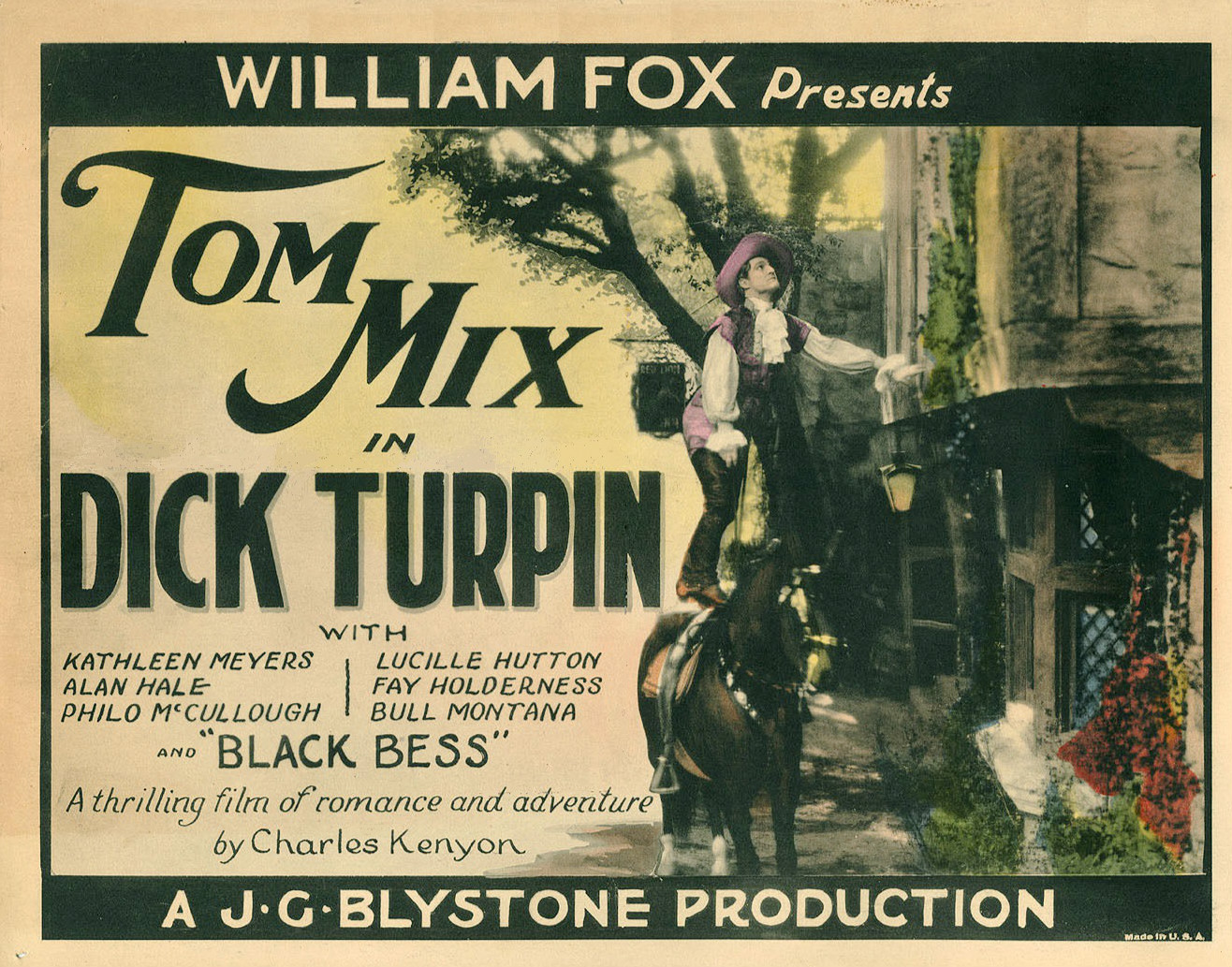
Promotiemateriaal voor de Amerikaanse film Dick Turpin (1925)

- Dick Turpin's Last Ride to York (1906) VK. Regisseur: Charles Raymond. Met: Fred Ginnett
- Dick Turpin's Ride to York (1906). Regisseur: Lewin Fitzhamon. Met: Lewin Fitzhamon, Dolly Lupone, Louis Stanislaus

- Dick Turpin's Ride to York (1922). VK. Regisseur:  Maurice Elvey. Met: Matheson Lang, Isobel Elsom, Cecil Humphreys

- Dick Turpin (1925).  VS.  Regisseur:  John G. Blystone. Met  Tom Mix, Alan Hale, Kathleen Meyers
- Dick Turpin (1934).  Regisseur:  Victor Hanbury, John Stafford. Met: Victor McLaglen, Jane Carr, Frank Vosper

- The Lady and the Bandit (1951)  VS. Regisseur:  Ralph Murphy. Met:  Louis Hayward, Patricia Medina, Suzanne Dalbert
- Dick Turpin: Highwayman (1956). VK. Regisseur: David Paltenghi. Met: Philip Friend, Diane Hart, Allan Cuthbertson
- Carry on Dick (1974). VK. Regisseur: Gerald Thomas. Met: Sidney James, Kenneth Williams, Barbara Windsor

- Dick Turpin (1974).  Regisseur:  Fernando Merino. Met:  Cihangir Gaffari, Inés Morales, Sancho Gracia
- Dick Turpin (1979 - 1981). VK.  tv-serie. Met Richard O'Sullivan
- An English outlaw: the story of Dick Turpin. (2022). VK. Regisseur: Bob Jordan.  Met: Warwick St. John

## Externe bronnen
- The myth of highwayman Dick Turpin outlives the facts. The History Press
- Dick Turpin. Encyclopaedia Britannica